# Mbabane Highlanders
Mbabane Highlanders Football Club is een Swazische voetbalclub uit Mbabane. De club werd opgericht in 1952 en werd al 12x landskampioen.

## Erelijst
Landskampioen
1975/76, 1979/80, 1981/82, 1983/84, 1985/86, 1987/88, 1990/91, 1991/92, 1994/95, 1996/97, 1999/00, 2000/01
Beker van Swaziland
1982/83, 1984/85, 1989/90, 1996/97, 1998/99, 2008/09
Swazi Charity Cup
1997/98, 2006/07, 2007/08